# Håkan Malmrot

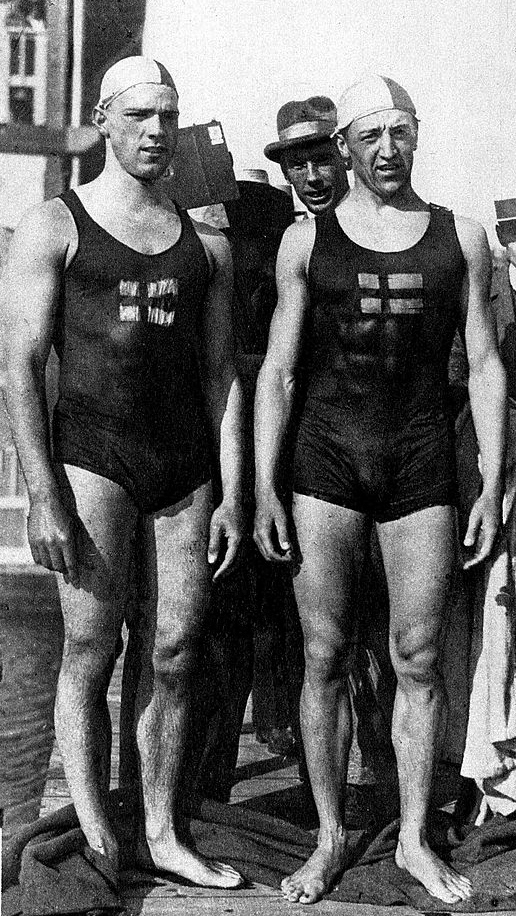
Håkan Malmrot (höger) och Thor Henning (vänster) efter dubbelsegern i bröstsim i OS 1920 i Antwerpen.

Håkan Malmrot, född 29 november 1900, död 10 januari 1987, var en svensk simmare och OS-guldmedaljör.
Malmrot vann guld på 200 och 400 meter bröstsim vid OS 1920 i Antwerpen. Thor Henning säkrade dubbelseger för Sverige vid båda tillfällena.